# Giovanni Trapattoni
 Der er for få eller ingen kildehenvisninger i denne artikel, hvilket er et problem. Du kan hjælpe ved at angive troværdige kilder til de påstande, som fremføres i artiklen.

Giovanni Trapattoni er en italiensk fodboldtræner (født 17. marts 1939 i Milano) og en af de mest succesfulde klubtrænere i den nyere europæiske fodboldhistorie. Efter endt aktiv karriere hos AC Milan (1953-1971), hvor han vandt to italienske mesterskaber og to gange Europa Cup for mesterhold og Europa Cuppen for Pokalvindere en gang samt en retrætepost hos Varese (1971-1972), trådte han til som træner i AC Milan midt i sæsonen 1973/74.
To sæsoner senere startede han i Juventus, som han gjorde til italiensk mester seks gange i sin første periode, der varede til 1986. Han førte desuden "den gamle dame" til sejr i Europacuppen for mesterhold i 1985 samt til UEFA Cup-triumf i 1977. Herpå fulgte fem sæsoner og et enkelt mesterskab med Inter FC, som han i 1991 også vandt UEFA Cuppen med.
Retur til Juventus og endnu en UEFA Cup triumf i 1993, før han dristede sig uden for Italiens grænser – lokket til Bayern München af selveste Franz Beckenbauer.
Trappatonis første sæson i den tyske storklub var mildest talt ingen succes, men da han efter et mellemår med nedrykning i Cagliari vendte tilbage til Bayern München i sæsonerne 1996/97 og 1997/98 vandt han både mesterskab og pokal.
Tilbage i Italien stod han i spidsen for Fiorentina i to sæsoner, indtil Dino Zoff dagen efter finalenederlaget til Frankrig ved EM i 2000 forlod sin landstrænerpost i utide. Fodboldforbundet skyndte sig at ansætte Trapattoni, som utallige gange i sin succesombruste karriere var blevet udråbt til "den eneste værdige landstræner" i den italienske presse. I 2000 fik han papir på det, men et par diskutable danske linjedommer-kendelser var med til at sende ham ud af sin første slutrunde, da Italien på mystisk vis tabte ottendedelsfinale til værtsnationen Sydkorea ved VM i 2002. Trapattoni blev siddende og kvalificerede med noget besvær de azurblå til EM i Portugal, hvor den elegante 65-årige træner endnu engang vil sende sit hold på banen i den "kontrollerede offensiv med kalkuleret risiko", han ynder at sætte sine hold op til.
Efter et mindre succesfuldt EM i Portugal blev Trappatonis kontrakt ikke forlænget og træneren skiftede til Benfica Lissabon hvor han 2005 vandt det portugisiske mesterskab.
I sommeren 2005 blev Trappatoni hentet til VfB Stuttgart som afløser for den fyrede Mathias Sammer